# Пролив Восьмого Градуса
Пролив Восьмого Градуса — пролив в Индийском океане между архипелагом Лаккадивские острова (остров Миникой) на севере и Мальдивскими островами на юге (под 8° северной широты). Соединяет Лаккадивское море с основной акваторией Индийского океана. Ширина около 150 км.
На французских картах ранее пролив означался как Courant de Malicut, на дивехи пролив называется Малику-Канду (Māmalē Kandu).